# Josselin Bordat
Pour les articles homonymes, voir Bordat.
Josselin Bordat, né le 9 février 1980  à Deauville, est un auteur, scénariste, réalisateur et musicien français.

## Biographie
Après un début de carrière d’enseignant-chercheur en science politique à l’Institut d'études politiques de Paris, Josselin Bordat rencontre Anais Carayon en 2006 et participe à la fondation du webzine Brain. En tant que rédacteur en chef adjoint, il participe à l’animation du site et notamment sa page Président pendant une dizaine d’années, tout en créant des concepts et sites viraux comme Comment devenir un ninja gratuitement.
A la fin des années 2000, il rencontre l'éditeur Christophe Absi avec qui il publie une petite dizaine d’ouvrages humoristiques et de fiction.
Dans les années 2010, il devient auteur-réalisateur à la télévision sur Arte dans l’émission Personne ne bouge ! de Philippe Collin et Xavier Mauduit, puis sur Canal+ rédacteur en chef de Crac Crac et Poulpovision avec Monsieur Poulpe.
À partir de 2016, il crée et réalise une série de podcasts pour Deezer et France Inter (Zone 51) et devient auteur pour des humoristes comme Thomas VDB, Monsieur Poulpe, ainsi que dans la série Les Kassos.
Comme musicien multi-instrumentiste, il a joué dans de nombreux groupes, notamment aux côtés de Yarol Poupaud, et compose pour Universal Music Production, Binge, ou France Télévision.

## Ouvrages

### Fiction
- 2018 : Le_zéro_et_le_Un.txt, Flammarion.
- 2020 : 2069, Éditions Anne Carrière.

### Non-fiction
- 2009 : Le dictionnaire de la mauvaise foi musicale, ave Basile Farkas, Chiflet&Cie, Éditions Hugo & Cie.
- 2012 : Comment devenir un ninja gratuitement, J'ai lu.
- 2013 : LOLchats, J'ai lu.
- 2014 : La politique pour tous, avec Tristan Berteloot, J'ai lu.
- 2016 : La chose, revue pop-porn, avec Anaïs Carayon et Camille Emmanuelle, Éditions Michel Lafon.
- 2016 : Papy, Tatie & Moi, le journal intime de Marion Maréchal-Le Pen, Flammarion.

## Podcasts & Radio
- 2016 : Rétro 2050 avec Thomas VDB sur Deezer (créateur et réalisateur).
- 2017 : 100 VDB par minute avec Thomas VDB sur Deezer (créateur et réalisateur).
- 2017 : Sérieusement ?! avec Pablo Mira sur Deezer (créateur et réalisateur).
- 2019 : Le podcast parfait avec Anne-Sophie Girard et Marie-Aldine Girard sur Deezer (réalisateur).
- 2020 : Crac Crac le podcast avec Monsieur Poulpe sur Canal+ (réalisateur).
- 2020 : Le son qui tue avec Maxime Donzel et Géraldine de Margerie sur Deezer (créateur et réalisateur).
- 2022 : ZONE 51 sur France Inter (producteur, compositeur et auteur-réalisateur)

## Télévision
- 2012 : Personne ne bouge ! sur Arte (auteur-réalisateur).
- 2018 : Crac Crac sur Canal + (rédacteur en chef).
- 2019 : Poulpovision sur Canal+ (rédacteur en chef).
- 2019 : Thomas VDB réexplique sur Quotidien (co-auteur).
- 2020 : Full Metal Banquette avec Monsieur Poulpe (auteur).
- 2022 : Encore vous ? avec Alex Ramirès (co-créateur et auteur).
- 2022 : Les Kassos saison 6 sur Canal+ (auteur).